# Fiodor Grigorievici Volkov

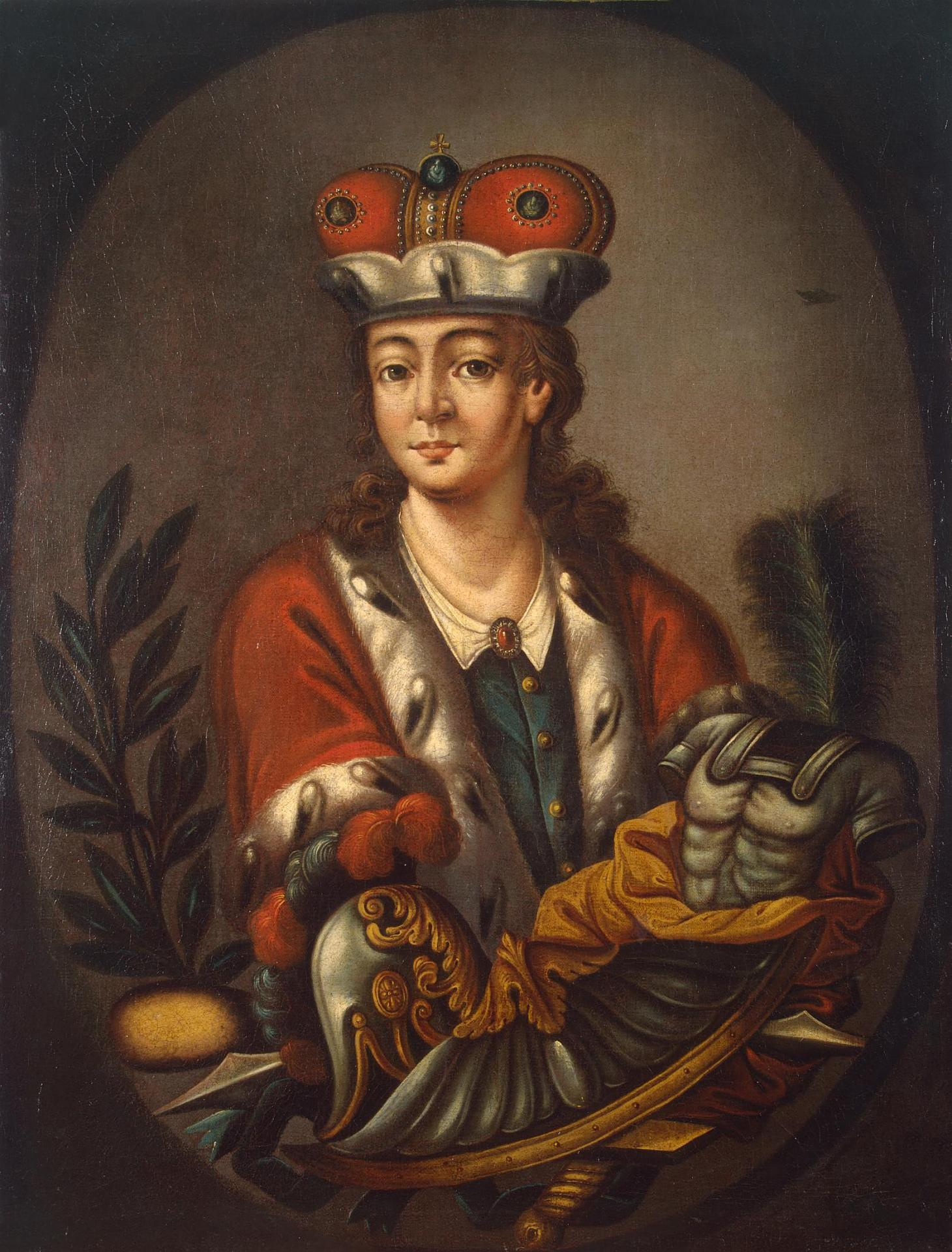
Fiodor Grigorievici Volkov

Fiodor Grigorievici Volkov (rus. Фёдор Григорьевич Волков; n. 9 februarie/ 20 februarie 1729, Kostroma; d. 4 aprilie/ 15 aprilie 1763, Moscova) a fost un actor și regizor de teatru rus. El este considerat ca fiind unul din întemeietorii sălilor de spectacole din Imperiul Rus.
1. 1 2 3 4  Kratkaia literaturnaia iențiklopedia
2. 1 2 3  IeSBE / Volkov, Fedor Grigorievici[*] Verificați valoarea |titlelink= (ajutor)
3. ↑  MSR / Volkov[*] Verificați valoarea |titlelink= (ajutor)